# Mirosław Anioł
Mirosław Anioł (ur. 1961) – polski profesor nauk biologicznych, pracownik naukowy w Katedrze Chemii Wydziału Biotechnologii i Nauk o Żywności Uniwersytetu Przyrodniczego we Wrocławiu.

## Życiorys
W 1996 r. obronił pracę doktorską pt. Redukcja chromenów i chromanonów metalami w ciekłym amoniaku, przygotowaną pod kierunkiem prof. Czesława Wawrzeńczyka. W 2010 r. habilitował się na podstawie pracy zatytułowanej Pozostałość po ekstrakcji chmielu nadkrytycznym dwutlenkiem węgla jako źródło technologicznie użytecznych substancji. W 2016 r. nadano mu tytuł profesora nauk biologicznych. Pracuje na stanowisku profesora w Katedrze Chemii Wydziału Biotechnologii i Nauk o Żywności Uniwersytetu Przyrodniczego we Wrocławiu.